# Plast (film)
Plast (Пласт) è un film del 2022 diretto da Stanislav Sapačёv.

## Trama
Jevgenij Sergejevič dà un incarico difficile a Slava e Ženja: devono vendere delle pietre solari di contrabbando. Ženja ha un piano: sfruttare quest'occasione per arricchirsi e diventare ciò che sognava di essere fin dall'infanzia, rischiando però di compromettere l'amicizia con Slava.